# 800 (numero)
Ottocento (800) è il numero naturale dopo il 799 e prima dell'801.

## Proprietà matematiche
- È un numero pari.
- È un numero composto con 18 divisori: 1, 2, 4, 5, 8, 10, 16, 20, 25, 32, 40, 50, 80, 100, 160, 200, 400, 800. Poiché la somma dei suoi divisori (escluso il numero stesso) è 1153 > 800, è un numero abbondante.
- È un numero semiperfetto in quanto pari alla somma di alcuni (o tutti) i suoi divisori.
- È un numero palindromo e un numero a cifra ripetuta nel sistema di numerazione posizionale a base 7 (2222).
- È un numero pratico.
- È un numero di Ulam.
- È un numero odioso.
- È parte delle terne pitagoriche (180, 800, 820), (224, 768, 800), (369, 800, 881), (390, 800, 890), (480, 640, 800), (600, 800, 1000), (800, 840, 1060), (800, 1122, 1378), (800, 1155, 1405), (800, 1500, 1700), (800, 1920, 2080), (800, 2436, 2564), (800, 3150, 3250), (800, 3960, 4040), (800, 4968, 5032), (800, 6375, 6425), (800, 7980, 8020), (800, 9984, 10016), (800, 15990, 16010), (800, 19992, 20008), (800, 31995, 32005), (800, 39996, 40004), (800, 79998, 80002), (800, 159999, 160001).

## Astronomia
- 800 Kressmannia è un asteroide della fascia principale del sistema solare.
- NGC 800 è una galassia spirale della costellazione della Balena.

## Telefonia
Tutti i numeri telefonici inizianti per 800 (ad esempio: 800-xxx-xxx) sono dei numeri verdi.

## Astronautica
- Cosmos 800 è un satellite artificiale russo.

## Altri ambiti
- 800: gli 800 metri piani sono una specialità dell'atletica leggera su pista.
- 800: il Nokia Lumia 800 è il primo telefono cellulare Nokia che ha utilizzato il sistema operativo Windows Phone.
- 800: l'Alfa Romeo 800 è stato un autocarro prodotto dall'Alfa Romeo dal 1940 al 1947.